# رادا پودل
رادا پودل (انگلیسی: Radha Paudel؛ زادهٔ ۲۹ دسامبر ۱۹۷۳) یک فعال اجتماعی بشردوستانه اهل نپال است.
اهداف اصلی وی توانمندسازی مردم ساکن در مناطق فقیرنشین نپال، سازماندهی خدمات درمانی و کمک‌های انسانی است. او یک حامی قوی در برابر تبعیض، به ویژه زنان است.

## زندگی‌نامه
رادا پودل در ۲۹ دسامبر ۱۹۷۳ در چیتوان، نپال به دنیا آمد. او یک نرس متخصص در زمینه بیهوشی است. رادا دارای مدرک کارشناسی از دانشکده بهداشت عمومی (۲۰۰۰) و استاد جامعه‌شناسی است. او در سال ۲۰۱۲ جایزه صلح N را به عنوان الگویی برای صلح دریافت کرد. او در سال ۲۰۱۴ جایزه ادبی Madan را برای کتابش دریافت کرد. این کتاب به انگلیسی ترجمه شده‌است و در سال ۲۰۱۶ منتشر شده‌است. او در سال ۲۰۱۶ بنیاد Radha Paudel را تأسیس کرد. این سازمان بر روی دگرگونی روستایی متمرکز است و مخالف تبعیض و تجاوز و خشونت علیه زنان است. این لایحه همچنین حقوق شهروندی برای زنان را مورد بررسی قرار می‌دهد و از کمپین‌های علیه ازدواج کودکان حمایت می‌کند.